# 民生社區

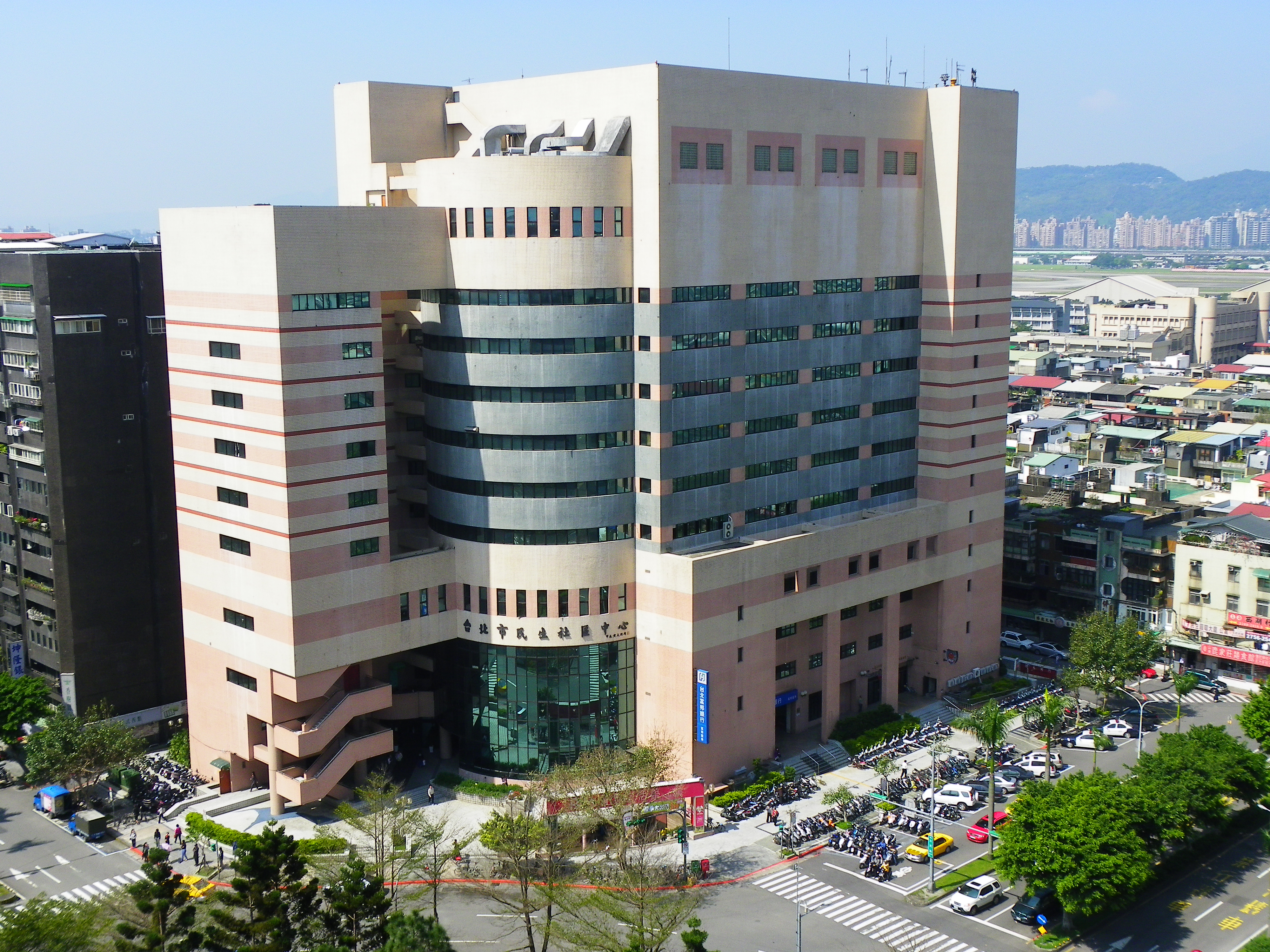
民生社區活動中心

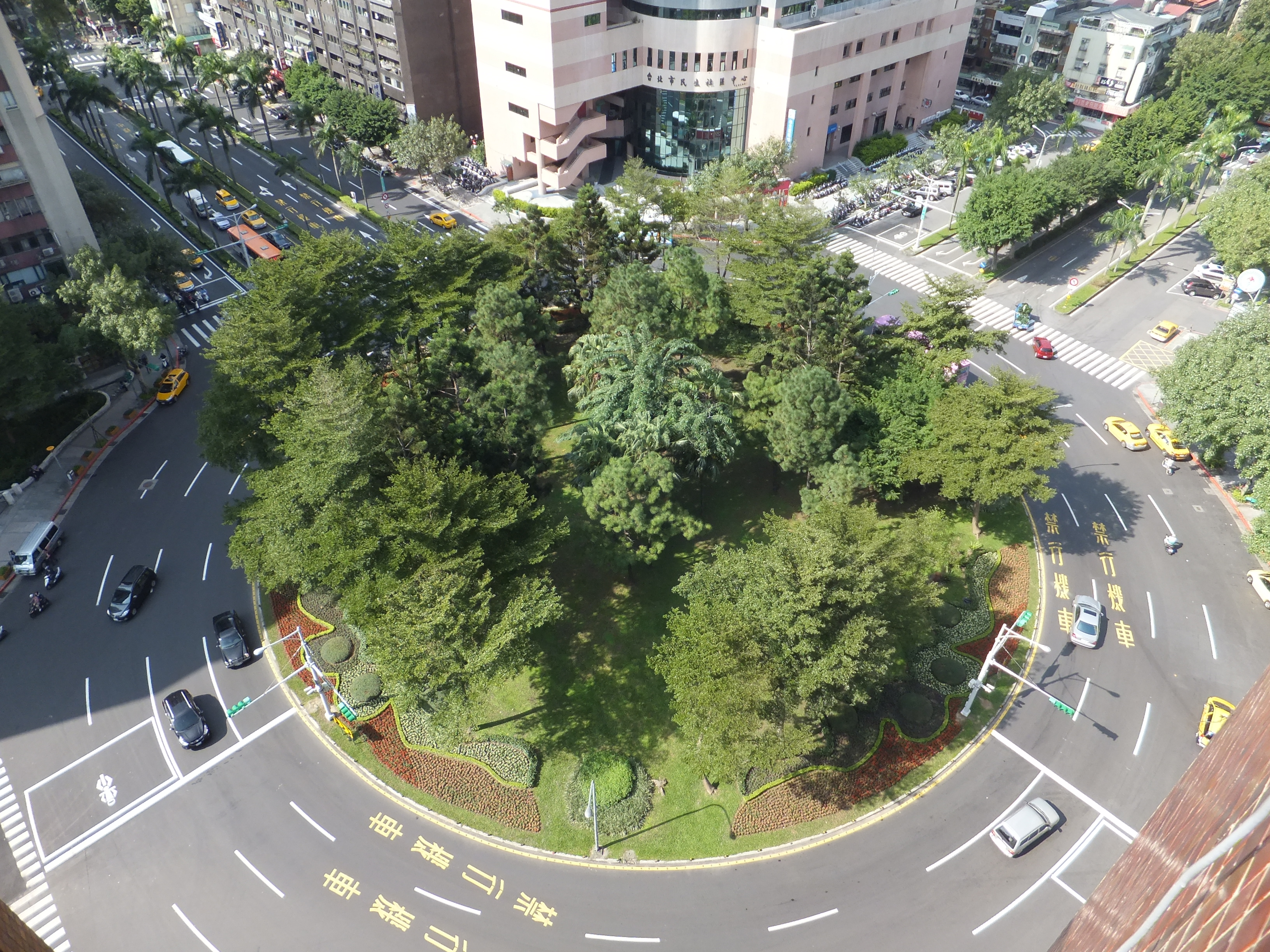
民生圓環

民生社區，原稱民生東路新社區，位於台灣台北市松山區，開發於1960年代至1970年代，由臺灣省政府支持、臺北市政府主導開發，在規劃上仿效美國的都市計畫方法，將省轄臺北市東北角的一塊大型素地打造為首個全國性美國式示範社區，計劃容納人口7萬人，目前居住人口已超過8萬人。:2

## 開發歷程
1964年10月，時值臺北市區向東發展，由市長高玉樹主導成立「民生東路新社區建設委員會」，主任委員由高玉樹兼任，採市地重劃方式開發，初始設計將原為110多公頃的市郊土地規劃為可以供45,000人居住的現代化住宅區:6。民生社區的範圍東至基隆河（現行最接近路段為塔悠路），西臨敦化北路，南抵延壽街和敦化北路199巷連線，北接松山機場，總面積為2.9846平方公里，行政區包括了松山區的精忠里、東昌里、介壽里、東榮里、三民里、富錦里、富泰里、鵬程里、新東里、新益里、莊敬里，橫跨東社和三民兩個次分區。

1968年至1971年進行細部計畫及市地重劃。都市計畫「本市第四十二號（民生東路新社區）細部計畫案」發布於1968年4月13日，隨後於1970年10月24日再發布修訂。松山區第一期市地重劃區（民生東路新社區）重劃後地主分回55%之可建築用地，其餘45%作為公共設施及折價抵付共同負擔費用。民生東路新社區引入美援資金貸款，依照美國農業部規定，住宅須由民間建設公司建造，國家銀行擔保，所以本社區當時由中央信託局擔保，委託台灣開發公司興建。為配合美方房屋貸款及都市計畫細部計畫局部修正的需求，未依照一般先完成市地重劃程序再興建房屋，而是先辦理部分房屋及公共設施興建，再完成市地重劃程序。1970年便已先行完成汙水廠、部分學校及計畫道路，及2,500戶住宅興建。本市地重劃的抵費地直到1979年至2004年才陸續處分標售。

首波興建的由台灣開發股份有限公司1967年完工之中央公教住宅16座512戶4層樓公寓。隨後由聯和建築股份有限公司推動的聯合二邨24座4層樓公寓，由該公司董事長蘇鴻炎向美國銀行借貸500萬美元，於1965年舉行盛大的動土典禮，1968年完工。:4:6
中央公教住宅由林民哲建築師設計，聯合二村則是由沈祖海建築師所設計。

民生東路新社區的規劃係依照科拉倫斯·佩里（Clarence Perry）於1929年提出的「鄰里單元理論」所規劃，全社區分為7個鄰里單元，每個鄰里單元以足夠人口設立一所學校為基準，步行距離在400公尺範圍內。每個鄰里單元都設置小型公園及遊樂設施。整個社區的中心位置再規劃大型民生公園一處。社區規劃時市政府特別制定「臺北市民生東路新社區建築管制要點」，控制建築樣式、道路及使用。其中最為特殊的是規定即使最小的6公尺巷道也要於兩側各退縮2公尺人行道，造就民生社區寬敞的社區空間。民生東路新社區也是全台灣第一個實施都市計畫容積率管制的地區。

## 社區發展
民生社區公共設施完善，設有圖書館、郵局、銀行、游泳池、網球場、棒球場、停車場等公共設施，並於1970年啟用台灣第一座污水處理廠。1992年，完成了地上11層、地下3層的民生社區活動中心大樓，內設有台北市銀行、臺北市立圖書館三民分館、社區教室、健身房等設施。
1993年，在歐慶雄等30餘位社區居民的發起及社區內各鄰里長的響應之下，成立了民生社區發展協會，開設「藝文研習班」等各種課程，並配合臺北市政府推動環保、綠化、美化等工作。
2002年7月22日，民生污水處理廠停用，原處理之每日15,500噸污水量經由主幹管送至八里污水處理廠處理。

## 景觀
民生社區的中心點為位於三民路和民生東路交叉口的的民生圓環。社區內設有25座大小不等的公園，綠地佔了社區面積近10分之一，街道規劃採井字型方式，每條馬路均有喬木人行道及中隔島樹。
社區在規劃之初，已將電線全面地下化，因此在社區內沒有設置電線杆，使街道上的活動空間更為寬廣。但在有線電視在1990年代初興起之後，開始有大量的電纜線纏繞在路燈上，直到近年台北市政府推動有線電視電纜配線管理政策，才使社區內之景觀逐漸獲得改善。
原本在各建築之後巷預留4至5公尺寬的空間，規劃為行人穿用的步道，不過後巷從未發揮原本計畫之功用，反而成為社區的死角，出現了大量了污水、垃圾、違規停車、違章建築。2000年6月，在當時的松山區區長陳其墉所推動的「後巷變花園」改造計畫之下，進行了防火巷改造工程，使後巷空間獲得改善。

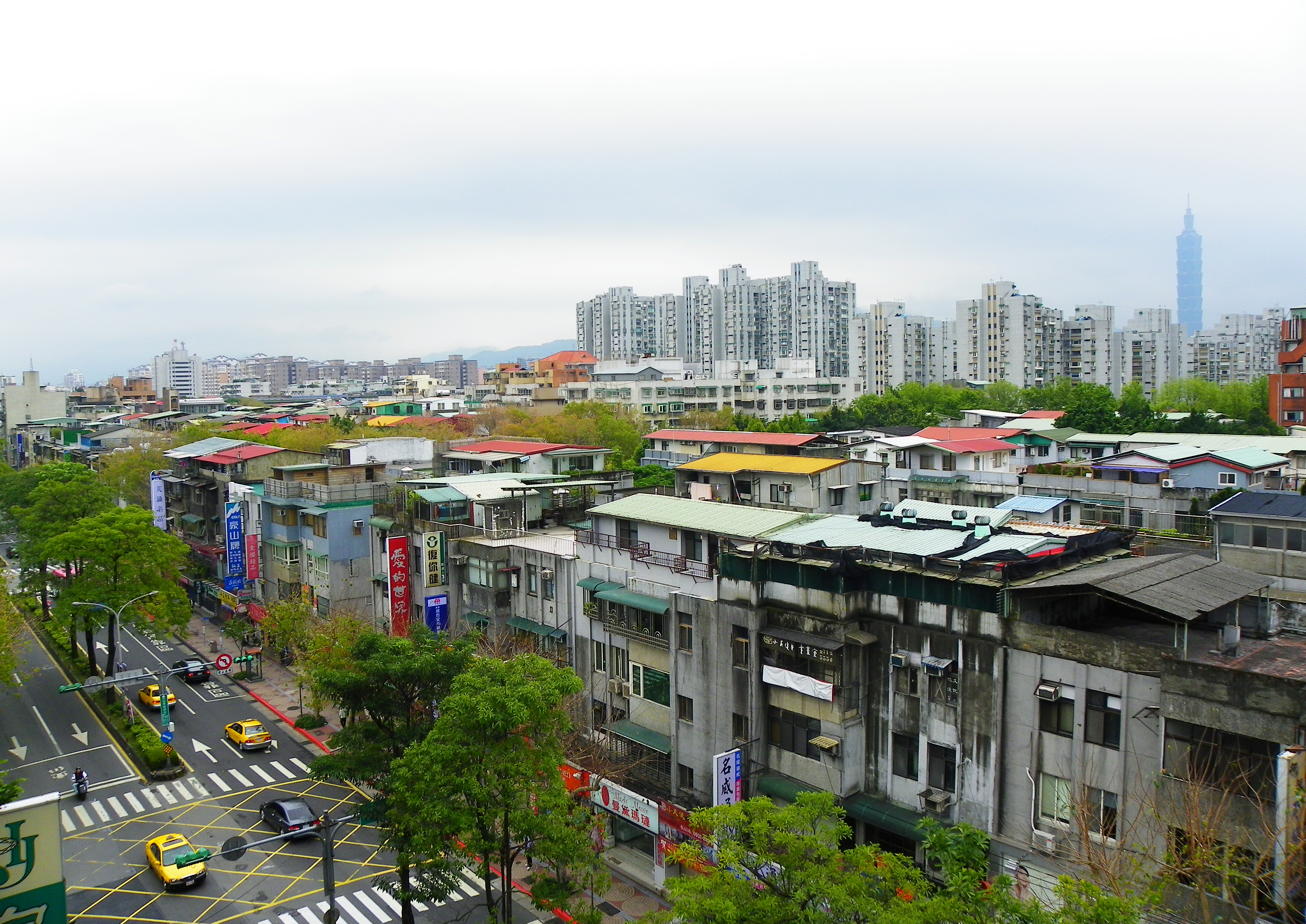
從民生東路四段金記大樓俯望東南公教住宅
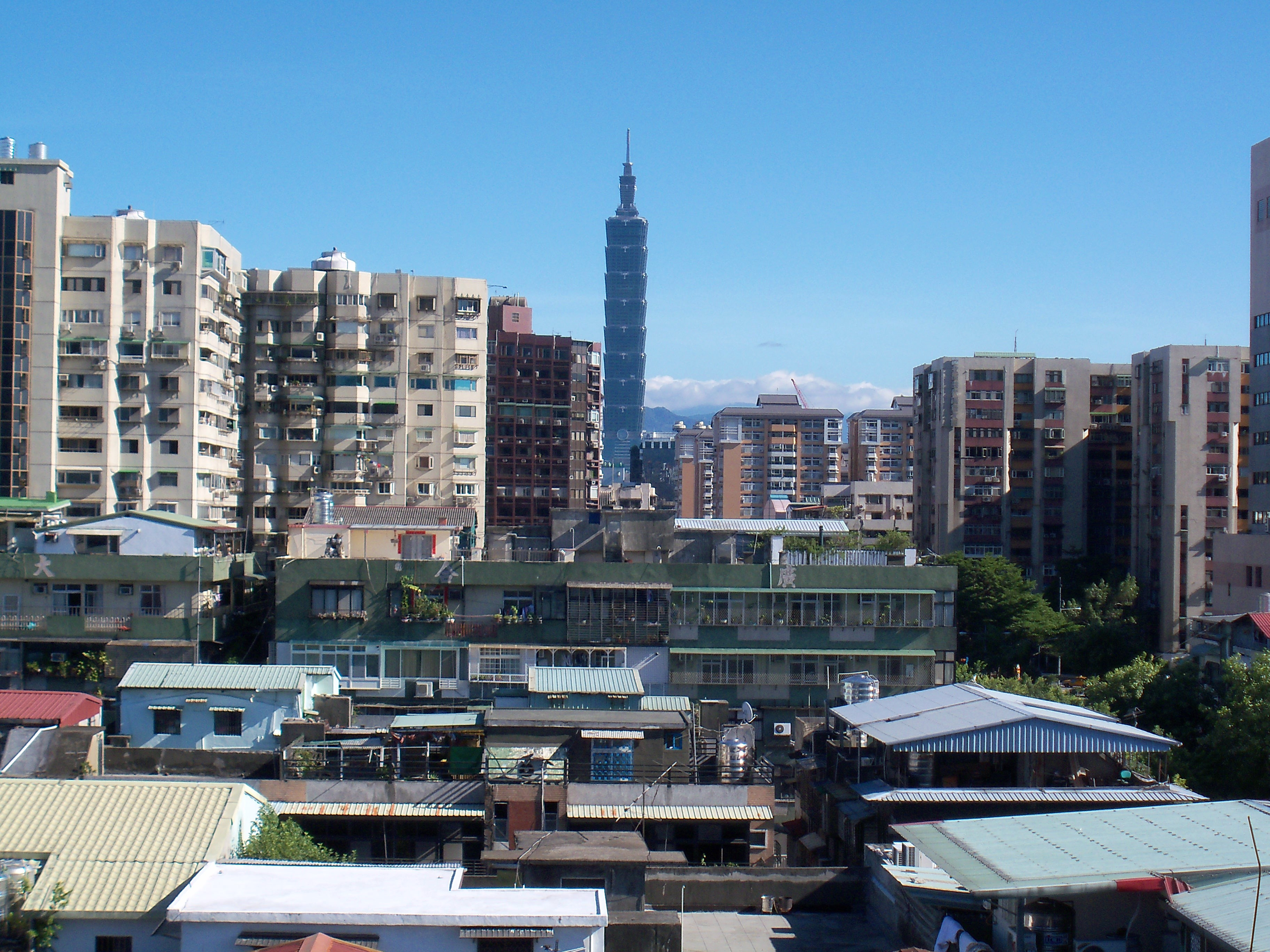
從三民路家樂福頂樓南向眺望民生社區
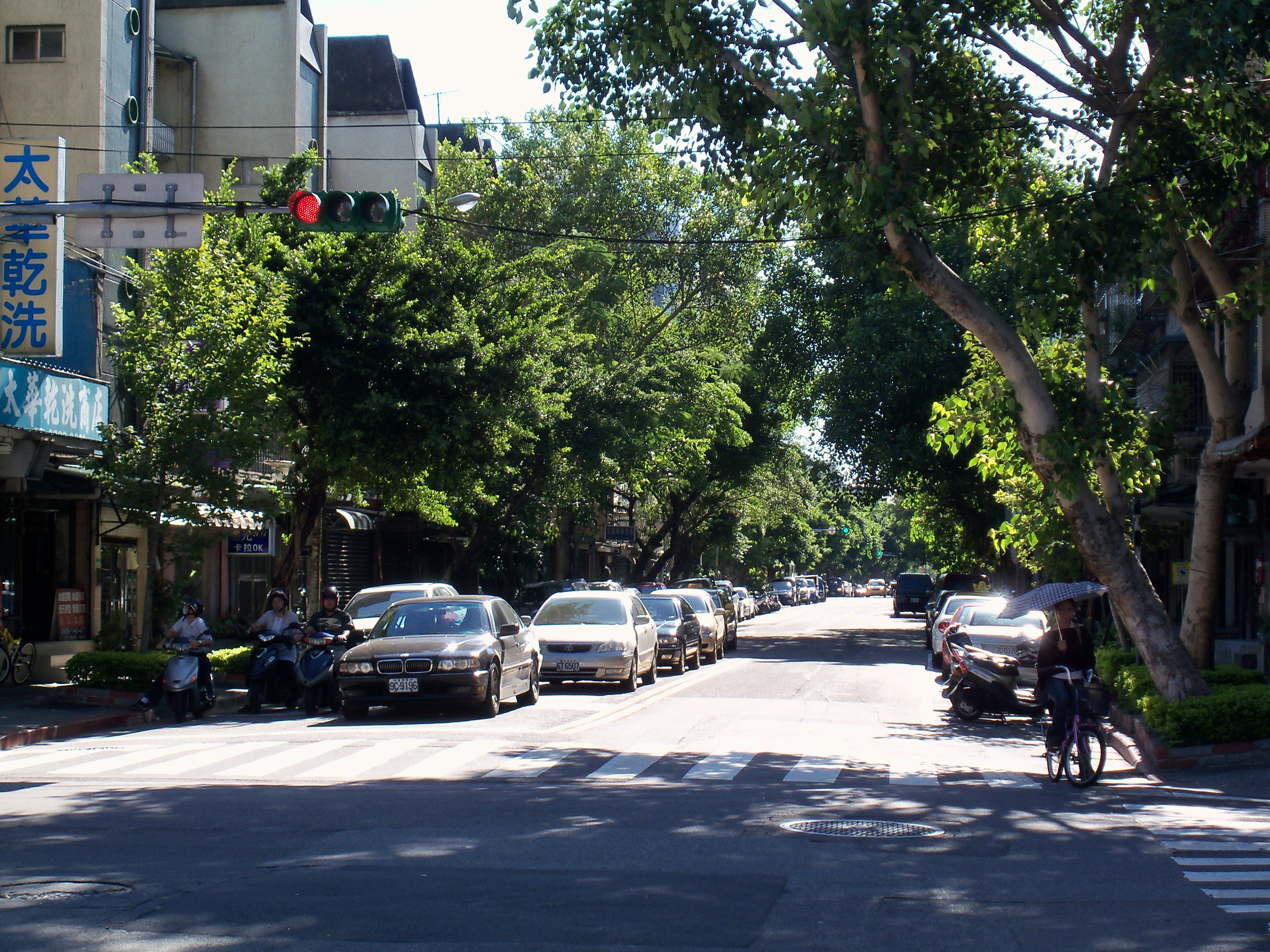
三民路與富錦街口
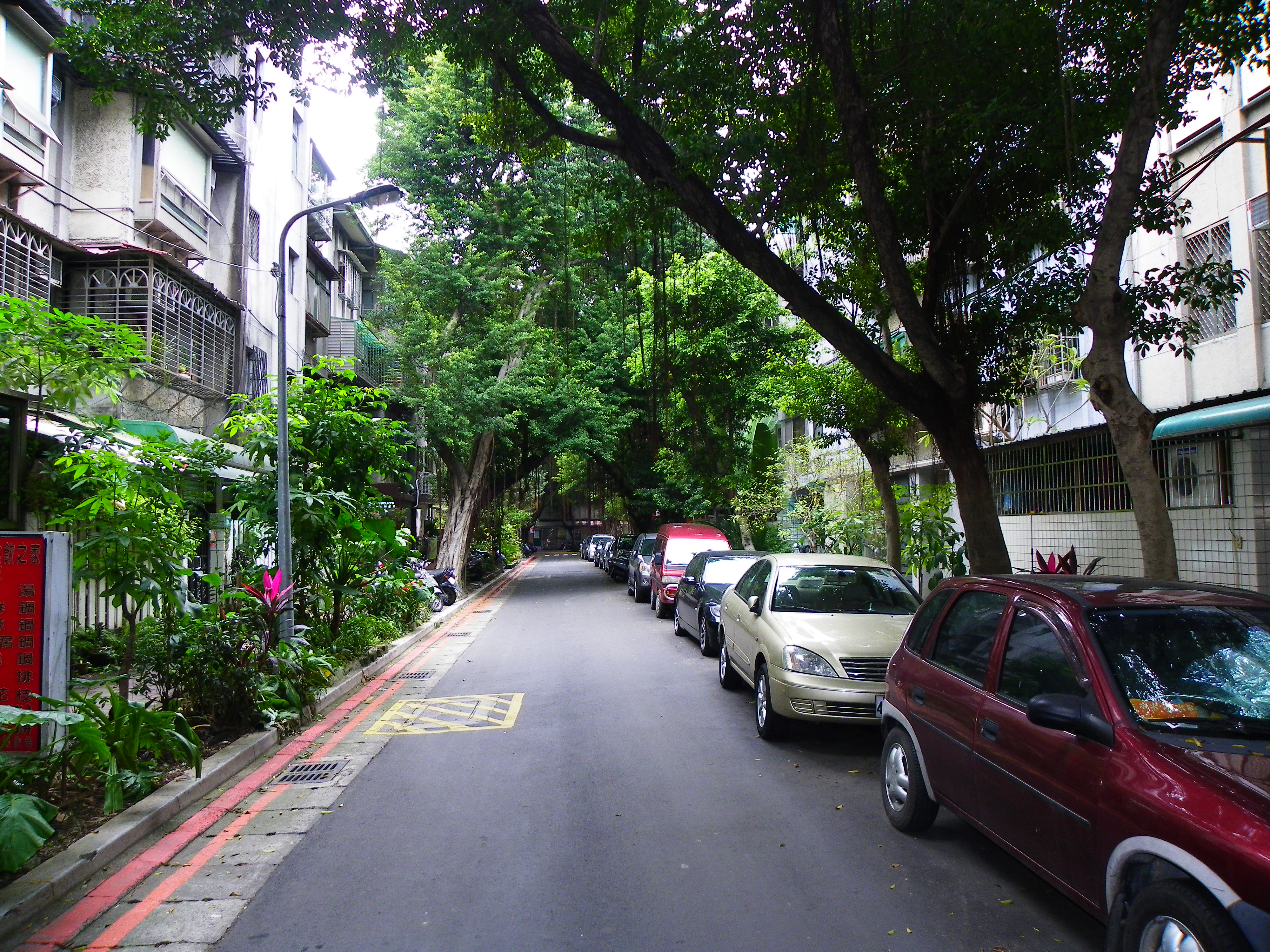
民生東路四段56巷3弄
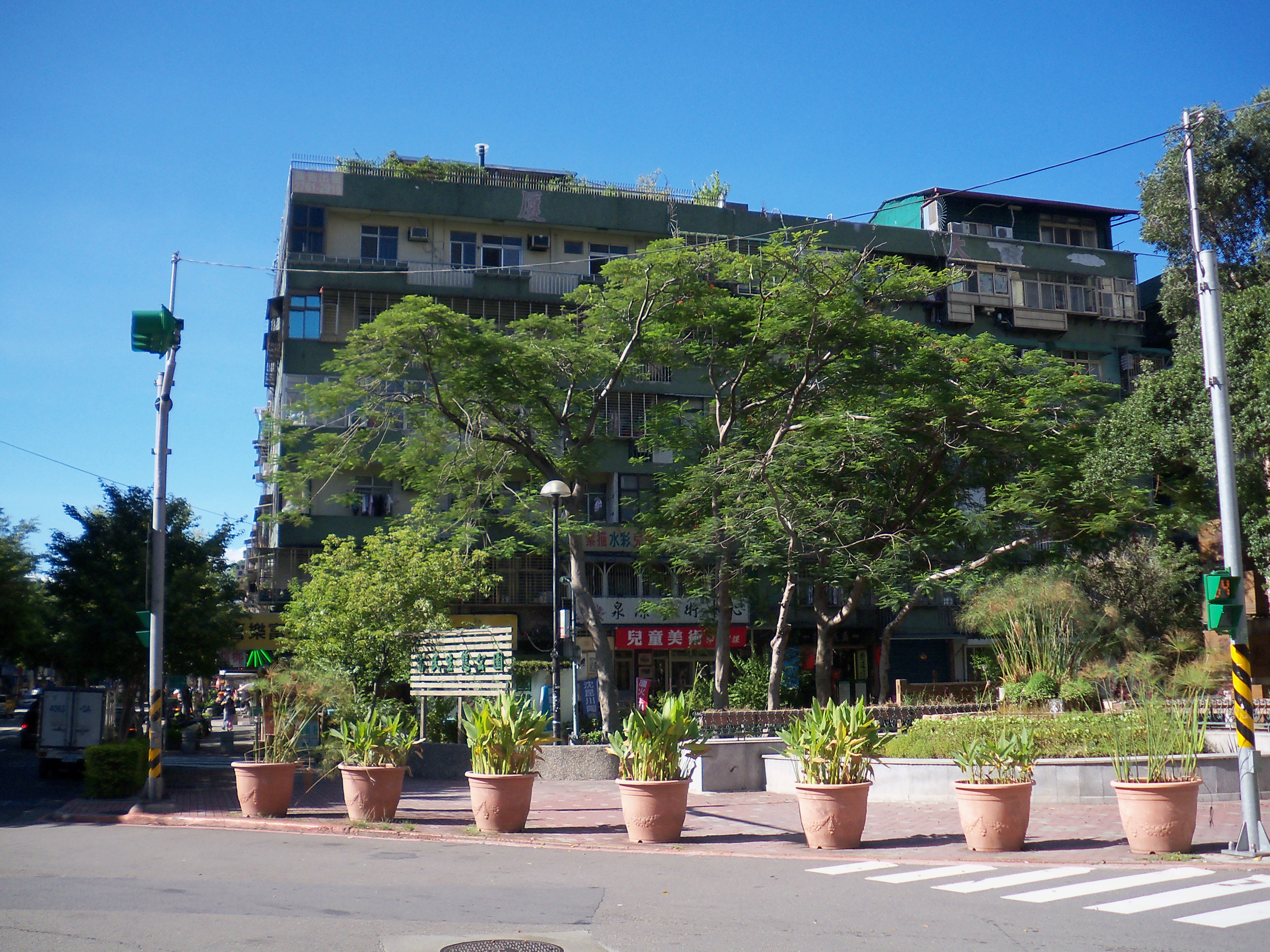
富民生態公園

## 文教
民生社區內同時也依照居民的規模，規劃了多所國民學校，包含兩所國民中學（介壽國中和民生國中）、四所國民小學（民權國小、民生國小、民族國小及三民國小）；在社區外圍，還有台北市第一所開放型校園健康國小以及一所社區型高中西松高中。大量的教育資源讓社區中的學童可以便利的上學與活動，社區居民也可充分的利用學校空間進行各項休閒活動。
由於社區居民的生活水準普遍較高，在社區內也出現了大量的補習班、安親班、才藝班，主要分布富錦街（新中街到新東街之間）及延壽街（民生東路四段80巷到三民路之間）。
此外，在民生社區中，設有兩所臺北市立圖書館之分館，民生分館成立於1983年12月17日，座落於敦化北路199巷5號4樓和5樓，館藏特色為兒童及親職教育。三民分館成立於1993年，位於民生社區活動中心內之5樓及6樓，館藏特色為美術，除了蒐集與美術相關之各種圖書、視聽資料，並提供最新的美術資訊。

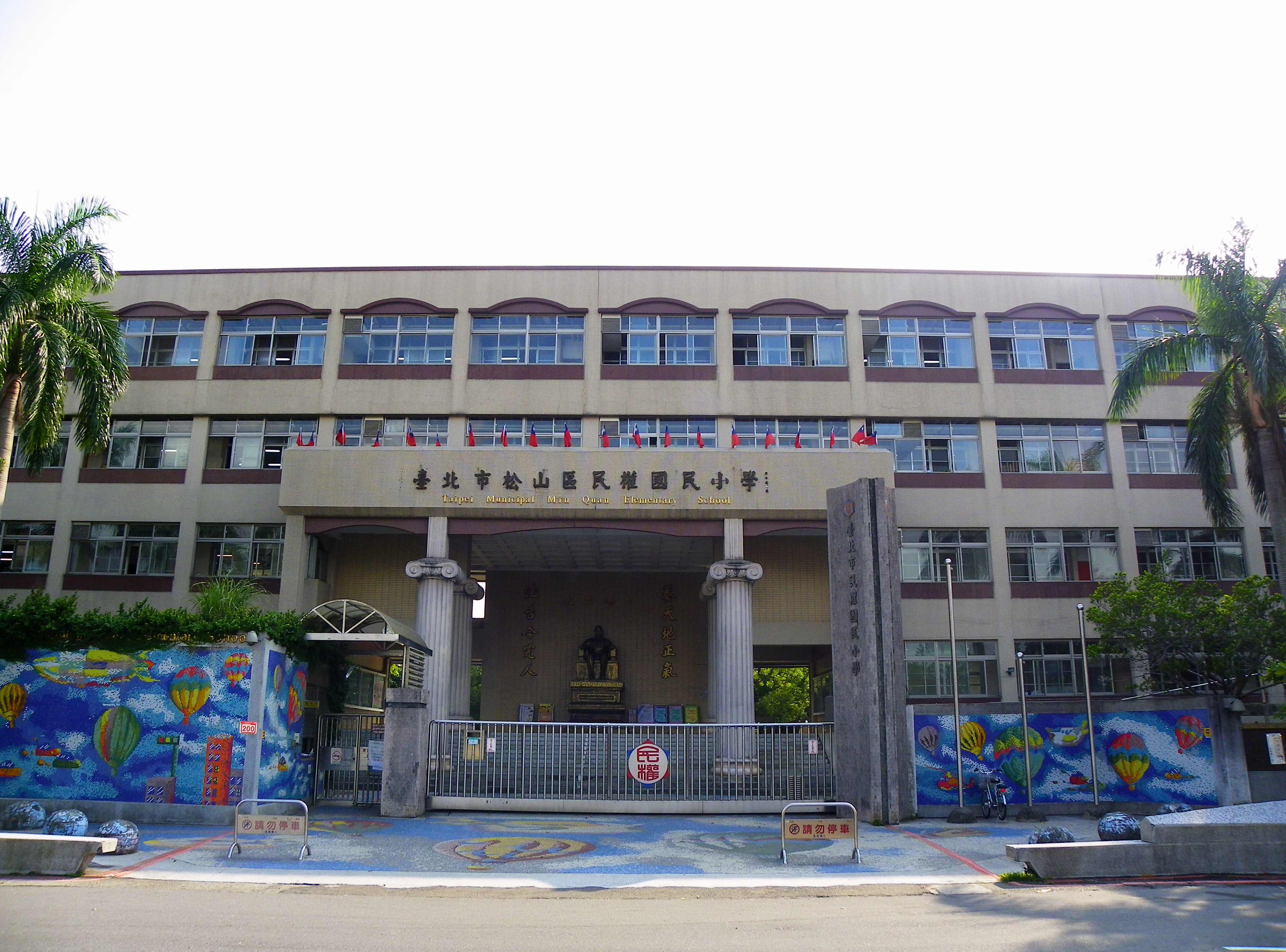
民權國小
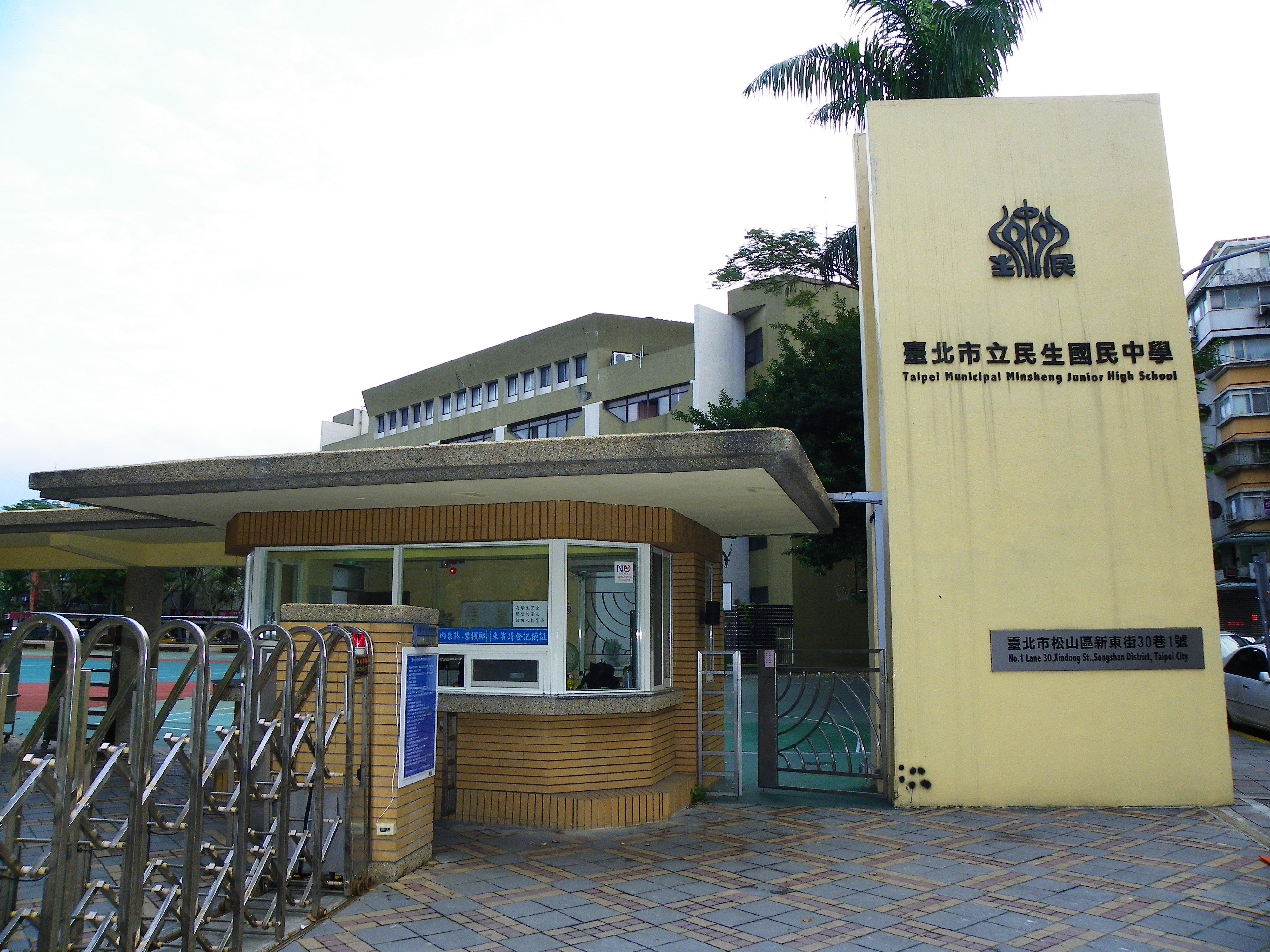
民生國中
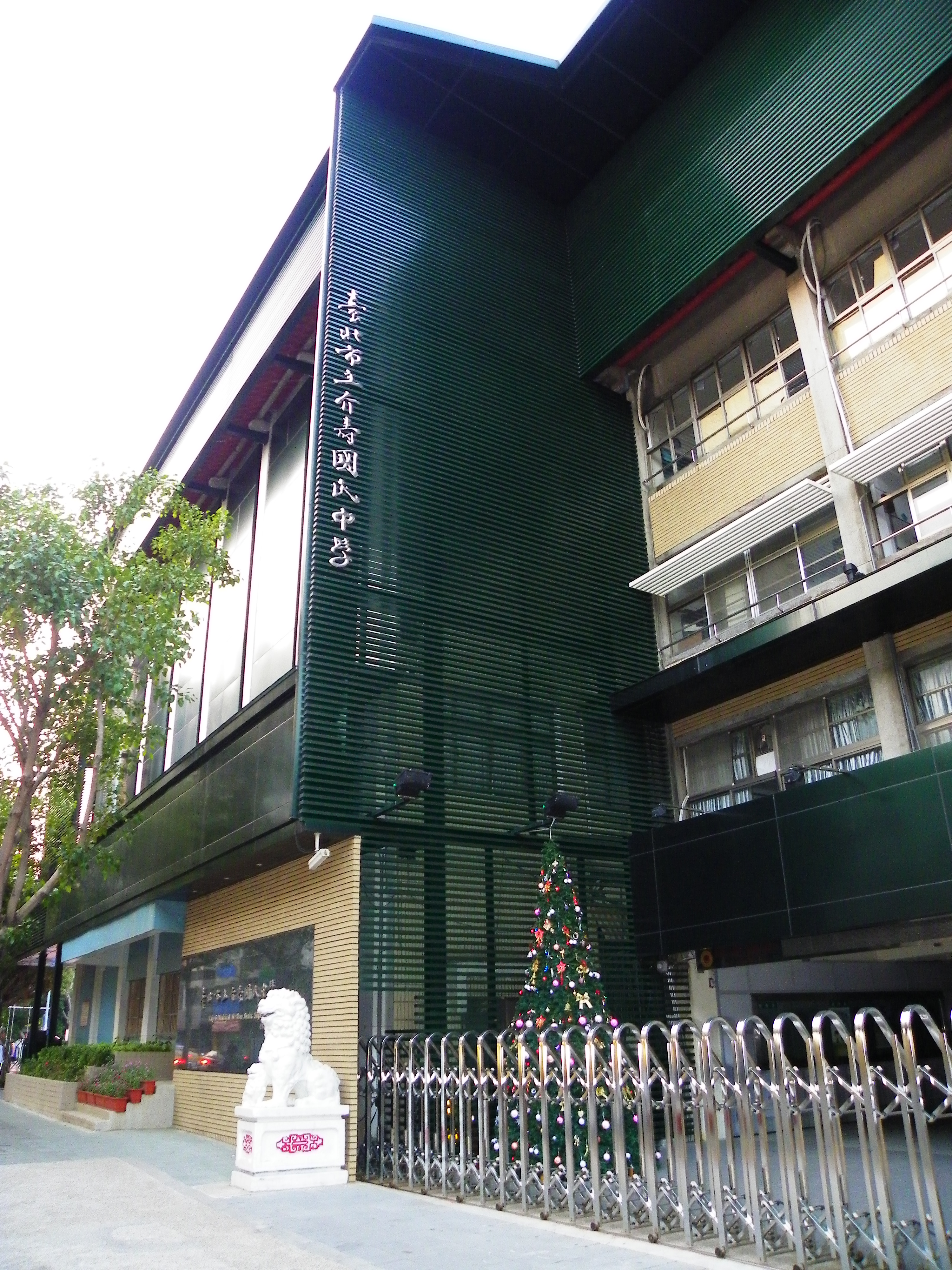
介壽國中
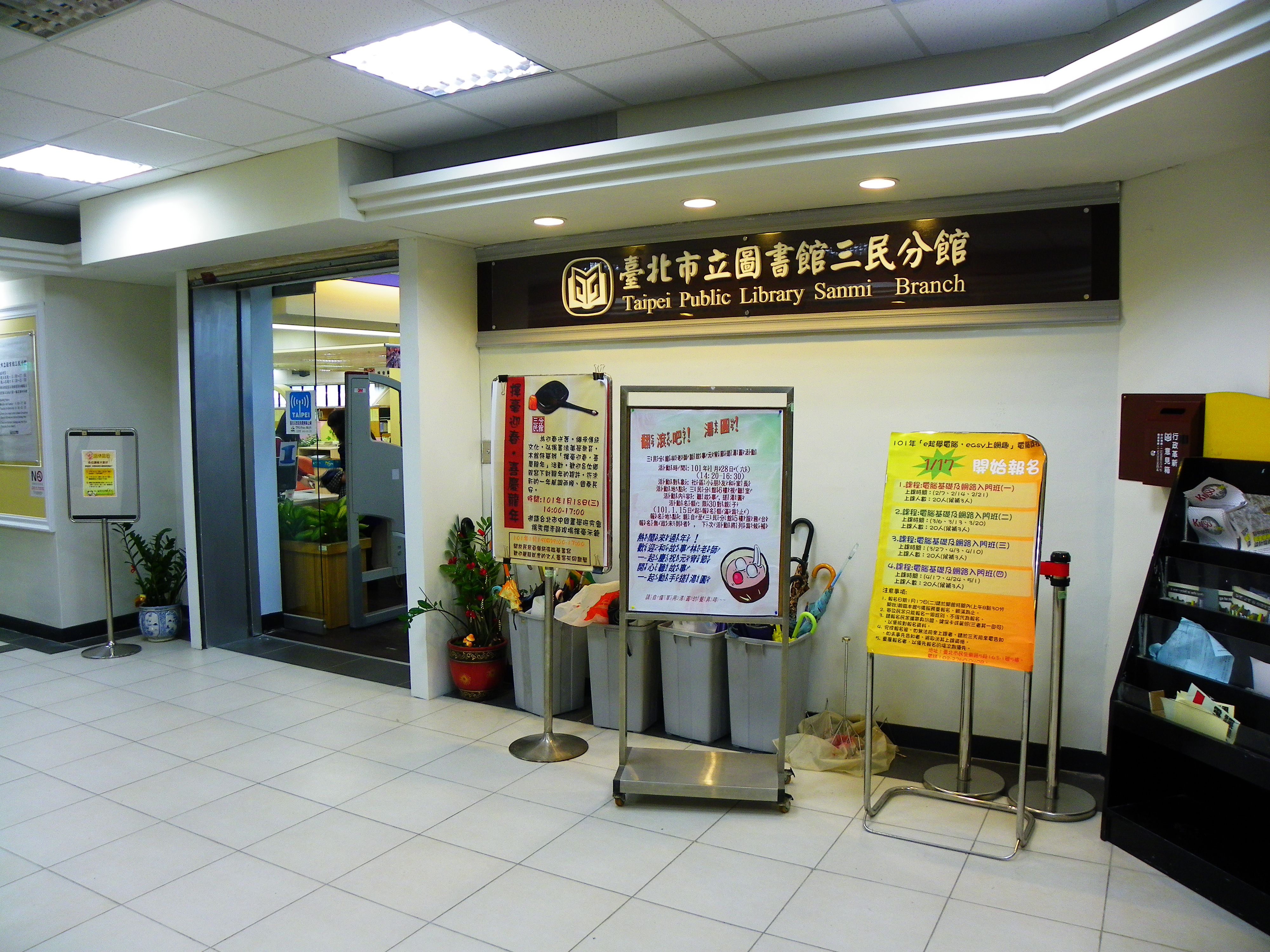
臺北市立圖書館三民分館

## 交通
社區具有便利的交通環境，特別是航空、鐵路以及高速公路均可在十分鐘的路程內連接。

### 道路
周邊道路除了有敦化北路、民權東路、民生東路、光復北路、三民路、塔悠路等主要道路可出入社區之外，還可以經由環東快速道路連接市民大道通往台北市各地區，或利用中山高速公路通往台北市以外之區域。

### 停車場

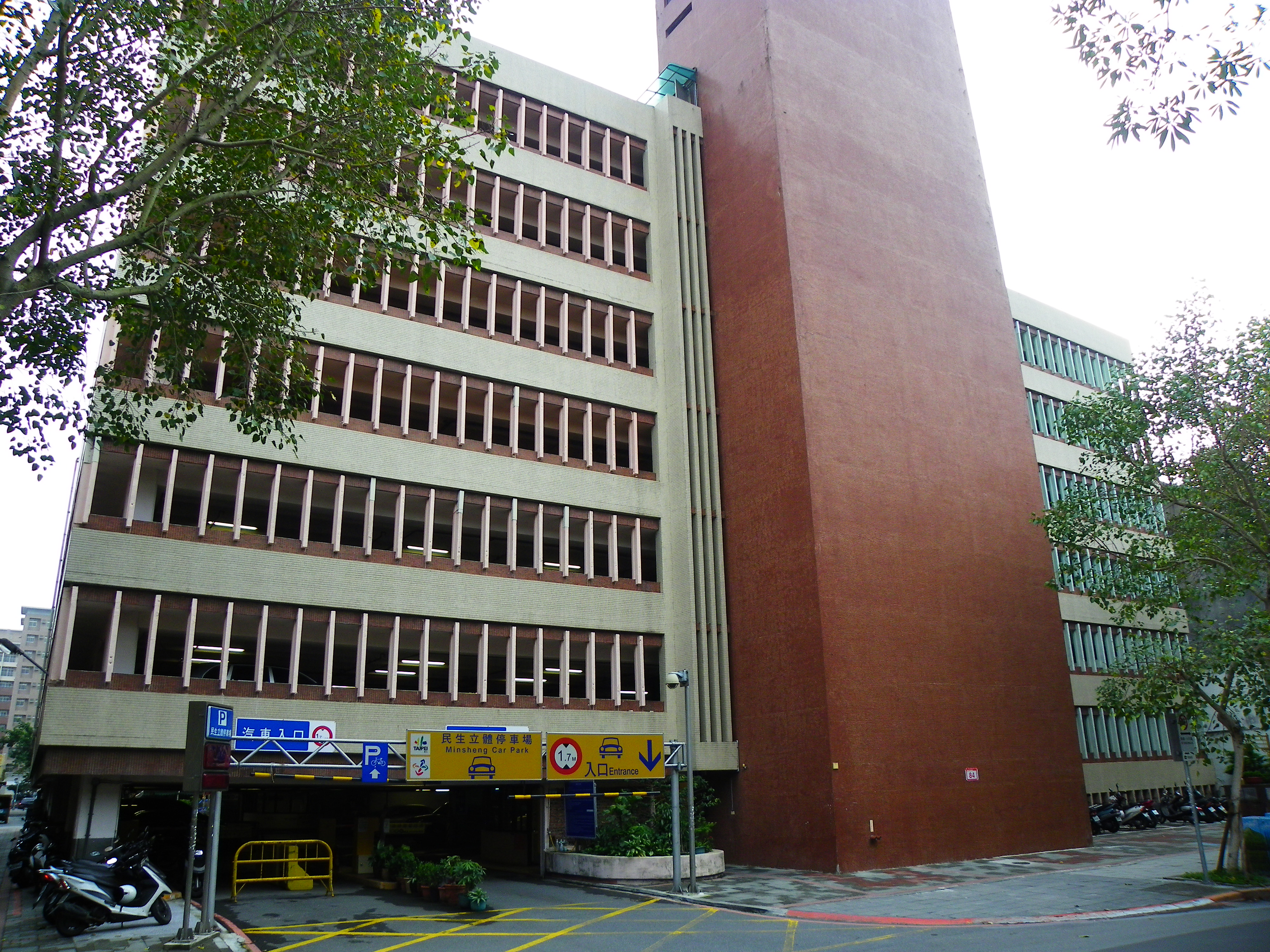
民生立體停車場

社區內設有數個路外停車場，包括民生立體停車場、民生社區活動中心地下停車場、民權公園地下停車場以及鄰近的臺北市立健康國小地下停車場、臺北市立西松高級中學地下停車場，共提供了1,880個小客車停車位。

### 機場
臺北松山機場位於民生社區北面，雖然飛機起降的噪音以及飛航安全的疑慮一直成為居民的困擾，但也相對的為社區居民帶來便利。

### 公共汽車
在敦化北路、民權東路、民生東路及三民路幾條社區主要幹道上，通過的公車路線多達二十餘線，可以直接搭乘公車前往內湖、南港、信義計畫區、台北車站、萬華、天母、景美、中和、永和、新店、三重、蘆洲等地區。

### 鐵路
位於八德路的台鐵松山車站，距離民生社區只有五到十分鐘的車程，社區居民可以迅速的透過鐵路到達台灣各個角落。

### 捷運
目前台北捷運的文湖線以及松山線，分別由社區的西北、南方外圍經過，需經過公車轉乘才可進入社區；但已有規劃中的民生汐止線預計將會沿著民生東路通過社區。
鄰近捷運站：
- 南京三民站（松山新店線）
- 松山機場站（文湖線）
- 中山國中站（文湖線）

### 公共自行車
台北市公共自行車租賃系統民生社區活動中心站，三民路上健安新城以及民生東路立體停車場旁。

## 外部連結
- 台北市民生社區發展協會 （页面存档备份，存于）
- 聯合社區童軍團 （页面存档备份，存于），又名民生社區童軍團，為民生社區內之社區童軍團
- 民生社區的綠意藍天 （页面存档备份，存于） 介紹民生社區（Taipei Min-sheng Community）的部落格
- 臺北市商業處-商圈介紹-民生社區周邊 （页面存档备份，存于）
- 我愛民生社區 民生社區愛好者粉絲團